# 君が青春のとき
『 君が青春のとき 』（きみがせいしゅんのとき）は、1967年（昭和42年）6月3日に公開された斎藤武市監督の日本映画である。

## 概要
吉永小百合主演の青春物ながら、報道のあり方にまで踏み込んだ意欲作。60年台後半に問題となった若者たち、いわゆる原宿族の風俗描写が見られる貴重な作品。

## あらすじ
テレビ局の新人ディレクターとなった木所香。初めて自分の企画であるドキュメンタリー「君が青春のとき」を手がけることに。香の制作意図は原宿族の生態をとらえ、現代の青春への問題提起をするものだった。その強い意気込みが故に、追跡対象のピン公というチンピラと、その姉のまゆみを傷つけてしまう。

## 作品データ
- 上映時間（巻数 / メートル） : 94分（8巻 / 2,581メートル）
- フォーマット : カラー - シネマスコープ・サイズ（1:2.35） - 24fps
- 音響 : Westrex Recording System - モノラル録音
- 映倫番号 : 14879[1]
- 公開日 : 日本 1967年6月3日
- 配給 : 日活

## スタッフ
- 企画：大塚和
- 脚本：山田信夫、倉本聰、加藤隆之助
- 撮影：萩原憲治
- 照明：大西美津男
- 録音：高橋三郎
- 美術：坂口武玄
- 編集：近藤光雄
- 助監督：木下喜源
- 色彩測定：前田米造
- 現像：東洋現像所
- 製作担当者：野村耕祐
- 振付：漆原政子
- 監督：斎藤武市
- スチール：荻野昇（ノンクレジット）

## 音楽・主題歌
- 音楽：小杉太一郎
- 挿入歌「ブルー・レモン」「小さな恋」
  - 歌：山本圭、斎藤チヤ子
- 挿入歌「若い命」
  - 歌：ザ・バトラーズ

## 出演
- 吉永小百合 : 木所香
- 山本圭 : ピン公
- 米倉斉加年 : 伊部五郎
- 内藤武敏 : 石田部長
- 黒居正美 : 山下　（*クレジットでは、黒井正美）
- 木浦佑三 : 佐伯
- 斎藤チヤ子 : 北川冴子
- 杉江弘 : 沼野
- 紀原土耕 : 岡田
- 野村隆 : 小沢
- 市村博 : 原宿族Ａ
- 野呂圭介 : 南
- 柴田新三 : 野中
- 東郷秀美 : 部員Ａ
- 糸賀靖雄：部員Ｂ
- 水川国也 : 木本
- 田中滋 : 部員Ｃ
- 吉田武史 : 原宿族Ｂ
- 荒井岩衛 : 穴ぐらのバーテン
- 鈴村益代：アパート管理人
- 高田栄子：清掃婦
- 北出桂子 : 看護婦
- 高山千草：清掃婦
- 下野涼子：ハルコ
- 高木美恵子：ハルコの友人
- ザ・バトラーズ：グループサウンズ
- 十朱幸代 : 松下まゆみ
- 仲谷昇 : 江波良太
- 以下ノンクレジット
- 賀川修嗣、本目雅昭 : 部員
- 三谷忠雄、式田賢一、今村弘 : 麻雀する同僚
- 平塚仁郎 : 喫茶店に入ってくる男
- 水城英子：喫茶店の客
- 園田健夫：レストランの客・喫茶店のバーテン
- 宮沢尚子 : 看護婦
- 矢藤昌宏、新津邦夫、熱海弘到、和田みどり : 同僚
- 緒方葉子：喫茶店のカウンターの客
- 澄田浩介：社員
- 西原泰江：ドライブインの女

## 同時上映
『非行少年 陽の出の叫び』
- 監督：藤田繁矢　脚本：埴谷淳、藤田繁矢
- 出演：平田重四郎、根岸一正
- 藤田敏八監督が、本作で「藤田繁矢」名義で監督デビュー

『飛騨』（短編記録映画）
- 製作：電通映画社　企画：中部電力　監督：八幡省三
- ナレーション：小山田宗徳